# 貢恰羅韋 (比洛沃德西克區)
49°14′6″N 39°25′48″E / 49.23500°N 39.43000°E
洪恰羅韋（烏克蘭語：Гончарове）是位於烏克蘭東部的村莊，由盧甘斯克州舊比利斯克區的比洛沃茨克市鎮負責管轄。該村始建於1953年，面積0.21平方公里，海拔高度175米，2001年人口4，人口密度每平方公里19.3人。